# Lijst van gemeenten in Çorum
Onderstaande lijst bevat alle gemeenten (2000) in de Turkse provincie Çorum.
| District  | Gemeente    |
| --------- | ----------- |
| Alaca     | Alaca       |
| Alaca     | Alacahöyük  |
| Alaca     | Büyükhırka  |
| Alaca     | Çopraşık    |
| Bayat     | Bayat       |
| Bayat     | Eskialibey  |
| Bayat     | Kunduzlu    |
| Boğazkale | Boğazkale   |
| Boğazkale | Evci        |
| Boğazkale | Evren       |
| Çorum     | Çorum       |
| Çorum     | Düvenci     |
| Çorum     | Konaklı     |
| Çorum     | Seydim      |
| Dodurga   | Alpagut     |
| Dodurga   | Dodurga     |
| İskilip   | İskilip     |
| Kargı     | Hacıhamza   |
| Kargı     | Kargı       |
| Laçin     | Çamlıca     |
| Laçin     | Laçin       |
| Laçin     | Narlı       |
| Mecitözü  | Elvançelebi |
| Mecitözü  | Mecitözü    |
| Oğuzlar   | Oğuzlar     |
| Ortaköy   | Aşdağul     |
| Ortaköy   | Karahacip   |
| Ortaköy   | Ortaköy     |
| Osmancık  | Başpınar    |
| Osmancık  | Osmancık    |
| Sungurlu  | Arifegazili |
| Sungurlu  | Demirşeyh   |
| Sungurlu  | Kaledere    |
| Sungurlu  | Kavşut      |
| Sungurlu  | Sungurlu    |
| Sungurlu  | Tuğlu       |
| Sungurlu  | Yörüklü     |
| Uğurludağ | Uğurludağ   |